# Дукорщина
Дукорщина (біл. вёска Дукоршчына) — село в складі Червенського району Мінської області, Білорусь. Село підпорядковане Смиловичівській селищній раді, розташоване в центральній частині області.